# Mojżesz z Chorenu

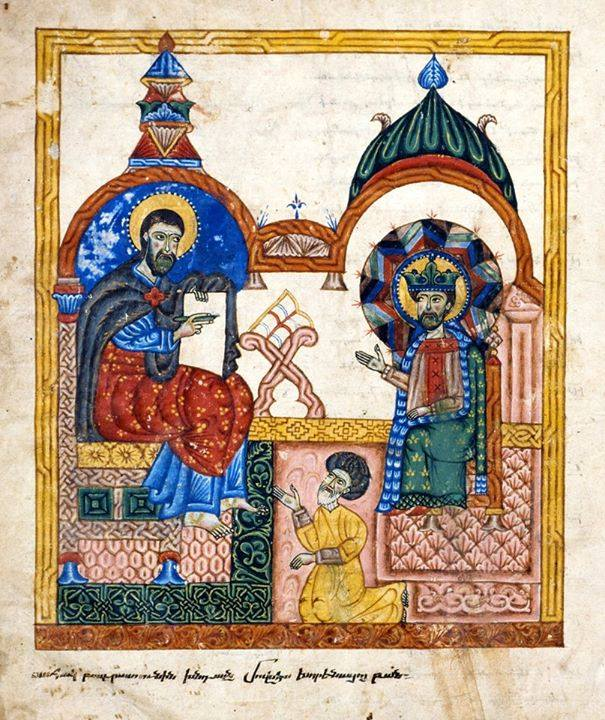
Mojżesz przedstawiony w XIV-wiecznym armeńskim manuskrypcie.

Mojżesz z Chorenu (orm. Մովսէս Խորենացի, Mowses Chorenaci; ur. ok. 410, zm. ok. 490), mnich i uczony ormiański, autor monumentalnej Historii Armenii – pierwszej obszernej kroniki Armenii opisującej pochodzenie Ormian i powstanie państwa. 
Jest czasem nazywany „ormiańskim Herodotem”. Zdania badaczy co do czasu życia Mojżesza z Chorenu są podzielone. Niektórzy uważają, że żył w VII wieku albo pod koniec VIII lub na początku IX wieku. Wobec tego jego kronika nie stanowiłaby podstawowego źródła do wczesnych dziejów Armenii. 
Ramy czasowe tego dzieła obejmują okres od powstania narodu ormiańskiego aż do V wieku.